# Nikolai Rasumnikowitsch Kotschetow
Nikolai Rasumnikowitsch Kotschetow (russisch Николай Разумникович Кочетов, * 26. Junijul. / 8. Juli 1864greg. in Oranienbaum; † 3. Januar 1925 in Moskau) war ein russischer Komponist.
Kotschetow studierte zunächst Rechtswissenschaft in Moskau. Seit 1886 wirkte er als Komponist, Dirigent und Musikkritiker. 1902 wurde er Lehrer für Musikgeschichte und 1921 Mitglied des Staatlichen Instituts für Musikwissenschaft.
Er komponierte eine Oper, eine Orchestersuite, Klavierstücke und Lieder. Auch sein Sohn Wadim Nikolajewitsch Kotschetow trat als Komponist hervor.